# Messier 93
Messier 93 (M93 ili NGC 2447) je otvoreni skup u zviježđu Krmi. Otkrio ga je osobno Charles Messier 20. ožujka 1781. godine.

## Svojstva
M93 je malen, ali lijep otvoren skup. Nalazi se oko 3600 svjetlosnih godina od nas. Stvaran promjer mu je oko 22' što odgovara dimenzijama od 23 svjetlosne godine. Skup se sastoji od približno 80 zvijezda. Najsjajnije zvijezde su plavi divovi stari oko 100 milijuna godina.

## Amaterska promatranja
Skup je veoma sjajan, ima prividni sjaj od magnitude + 6. U teleskopu ga je moguće vidjeti kao nakupinu zvijezda među pozadinskim zvijezdama Mliječne staze.

## Vanjske poveznice
- SEDS: NGC 2447